# Victor Oladipo
Kehinde Babatunde Victor Oladipo (Silver Spring, 4 de maio de 1992) é um jogador norte-americano, de origem nigeriana e serra-leonesa, de basquete profissional que atualmente joga pelo Memphis Grizzlies da National Basketball Association(NBA).
Ele jogou basquete universitário na Universidade de Indiana e foi selecionado pelo Orlando Magic como a 2º escolha geral no Draft da NBA de 2013.

## Primeiros anos
Oladipo nasceu em Silver Spring, Maryland e foi criado em Upper Marlboro, Maryland. Sua mãe, Joan Amanze Oladipo, é enfermeira e imigrante nigeriana, enquanto seu pai, Christopher Oladipo, natural de Serra Leoa, é um executivo de saúde pública em Maryland com um Ph.D em ciências comportamentais pela Universidade de Maryland. Victor tem três irmãs: Kristine, Kendra, que ficou surda na segunda série, e a irmã gêmea Victoria.
Depois de jogar basquete na Academia St. Jerome em Hyattsville, Maryland, Oladipo jogou basquete no ensino médio na DeMatha High School, também em Hyattsville. Em seu última ano, ele teve médias de 11,9 pontos, 10,3 rebotes e 3,6 bloqueios. Ele levou DeMatha a um recorde de 32-4 e ao título da Conferência Atlética Católica de Washington.
Ele foi classificado como o 144º melhor jogador e o 41° melhor Ala-armador em sua classe pela Rivals.com, enquanto o Scout.com o classificou como o 39° melhor jogador em sua classe e a ESPN o classificou como 53° em sua posição.

### Recrutamento
| Nome | Cidade natal                                      | Escola           | Altura | Peso  | Data                  |
| --- | ------------------------------------------------- | ---------------- | ------ | ----- | --------------------- |
| Victor Oladipo SG | Upper Marlboro, Maryland                          | DeMatha Catholic | 1.93 m | 98 kg | 7 de Setembro de 2009 |
| Victor Oladipo SG | Recrutamento: Scout: Rivals: ESPN: ESPN grade: 90 |                  |        |       |                       |
| - Nota: Em muitos casos, Scout, Rivals, 247Sports e ESPN podem entrar em conflito em suas listas de altura e peso. Nesses casos, a média foi calculada. As notas da ESPN estão em uma escala de 100 pontos. - Fonte: |                                                   |                  |        |       |                       |

## Carreira universitária
Oladipo escolheu jogar basquete na Universidade de Indiana recusando as ofertas de Notre Dame, Maryland, Xavier e outros. Sobre seu compromisso com Indiana, ele disse: "É uma atmosfera de basquete em todos os lugares que você vai. Indiana é uma cidade do basquete. Isso é perfeito".
Em seu primeiro ano, Oladipo jogou em 32 jogos e teve médias de 7,4 pontos, 3,7 rebotes e 1,0 roubadas de bola em 18,0 minutos. Ele teve seu primeiro jogo como titular na carreira contra Penn State em 27 de dezembro e registrou 14 pontos, quatro rebotes, três roubadas de bola e duas assistências em 27 minutos.
Em seu segundo ano, Oladipo jogou em 36 jogos e teve médias de 10,9 pontos, 5,5 rebotes e 2.0 assistências em 26,7 minutos. Alguns comentaristas se referiram a ele como o "jogador de Indiana que mais evoluiu nesta temporada", e ele foi frequentemente citado como o melhor defensor do time. 
Depois de derrotar Novo México e VCU no Torneio da NCAA, a equipe perdeu para Kentucky no Sweet Sixteen.
Em sua última temporada, apesar de um elenco cheia de talento, Oladipo emergiu como uma das maiores estrelas do país. No meio da temporada, o repórter da ESPN, Eamonn Brenann, escreveu: "Em duas temporadas e meia em Indiana, Oladipo se transformou em um especialista defensivo. Ele se tornou um sucesso entre os fãs."
Nessa temporada, ele foi titular em todos os 36 jogos e teve médias de 13,6 pontos, 6,3 rebotes, 2,1 assistências e 2,1 roubadas de bola. No final de seu último ano, Oladipo acumulou vários prêmios. Ele foi nomeado o Jogador de Basquete Masculino do Ano pela Sporting News, o Co-Jogador Defensivo Nacional do Ano e All-American pela primeira vez pelo USBWA e pelo Sporting News.

## Carreira profissional

### Orlando Magic (2013–2016)

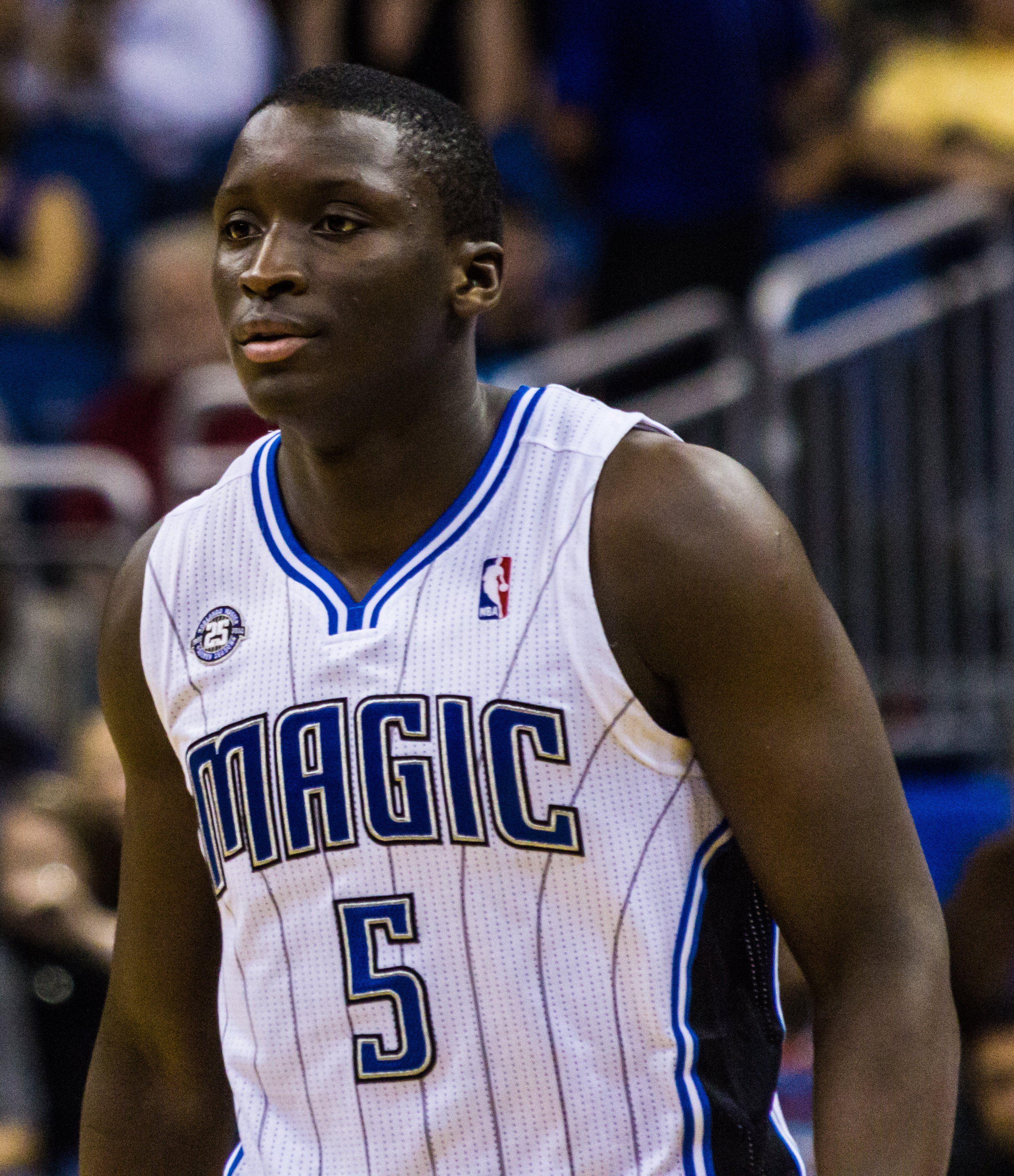
Oladipo com o Magic em dezembro de 2013

Em 9 de abril de 2013, em uma entrevista coletiva, Oladipo anunciou sua decisão de renunciar a sua temporada sênior em Indiana e entrar no Draft da NBA de 2013. Ele foi selecionado pelo Orlando Magic como a segundo escolha geral. Em 8 de julho, ele assinou um contrato de 2 anos e US$9.7 milhões.
 

Em 3 de dezembro de 2013, Oladipo registrou seu primeiro triplo-duplo da carreira com 26 pontos, 10 rebotes e 10 assistências em uma derrota na dupla prorrogação para o Philadelphia 76ers. O novato Michael Carter-Williams dos 76ers também registrou seu primeiro triplo-duplo da carreira no mesmo jogo, marcando a primeira e única vez na história da NBA que dois novatos registraram triplo-duplo no mesmo jogo. Durante o mês de fevereiro, Oladipo participou do Rising Stars Challenge e do Desafio de Habilidades no All-Star Weekend. Oladipo terminou em segundo lugar no Prêmio de Novato do Ano, perdendo para Carter-Williams.

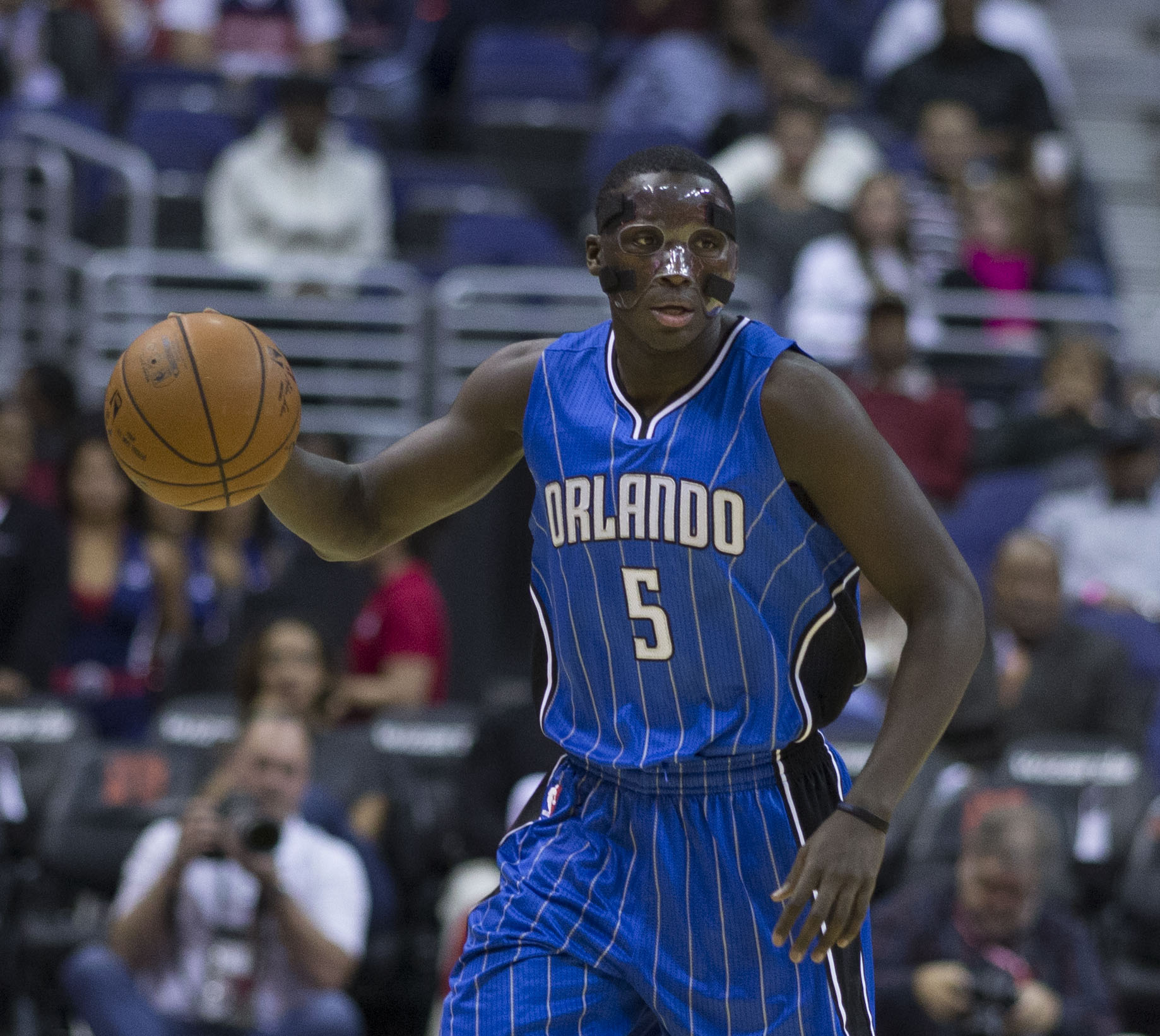
Oladipo em novembro de 2014

Em 26 de outubro de 2014, o Magic exerceu sua opção de renovação no contrato de Oladipo, estendendo o contrato até a temporada de 2015-16. Durante o All-Star Weekend de 2015, Oladipo competiu no Rising Stars Challenge e no Concurso de Enterradas. Em 4 de março de 2015, ele marcou 38 pontos em uma derrota para o Phoenix Suns.
Em 25 de outubro de 2015, o Magic exerceu sua opção de renovação no contrato de Oladipo, estendendo o contrato até a temporada de 2016-17. Cinco dias depois, ele registrou seu segundo triplo-duplo da carreira com 21 pontos, 13 rebotes e 10 assistências em uma derrota na prorrogação para o Oklahoma City Thunder. Ele também acertou uma cesta de três pontos para mandar o jogo para a segunda prorrogação. 
Oladipo teve uma média de apenas 12,8 pontos nos primeiros 12 jogos da temporada. O técnico Scott Skiles transferiu ele para o banco de reservas em 25 de novembro contra o New York Knicks. Oladipo continuou sendo reserva e teve médias de 17,0 pontos, 5,4 rebotes, 4,5 assistências, 1,0 roubadas de bola e 1,4 bloqueios em oito jogos. Em 4 de janeiro, ele foi titular no Magic pela primeira vez desde 23 de novembro e registrou 18 pontos, 7 rebotes, 5 assistências e 2 roubos de bola em uma derrota para o Detroit Pistons. Em 18 de março, ele marcou 45 pontos em uma derrota por 109-103 para o Cleveland Cavaliers, tornando-se o nono jogador na história da franquia com um jogo de 40 pontos e o primeiro jogador desde Arron Afflalo em dezembro de 2013.

### Oklahoma City Thunder (2016-2017)

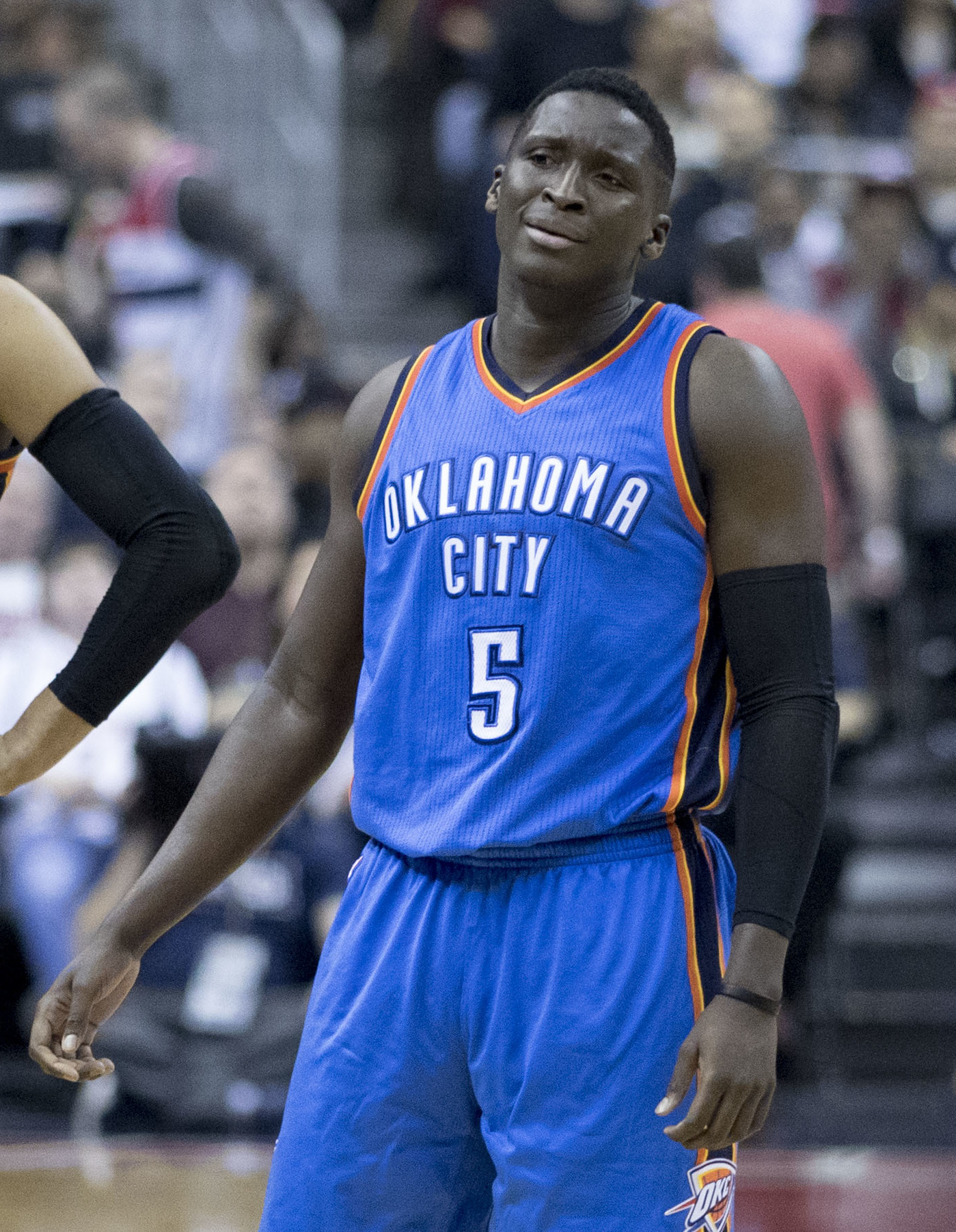
Oladipo com o Thunder em 2017

Em 23 de junho de 2016, Oladipo foi negociado, juntamente com Ersan İlyasova e Domantas Sabonis, para o Oklahoma City Thunder em troca de Serge Ibaka.
Ele estreou no OKC na estreia da temporada em 26 de outubro, marcando 10 pontos em 26 minutos como titular em uma vitória por 103-97 sobre o Philadelphia 76ers.
Em 31 de outubro, ele assinou uma extensão de contrato de quatro anos e US$85 milhões de dólares com o Thunder. Uma lesão no pulso direito em meados de dezembro obrigou Oladipo a perder nove jogos seguidos. Ele voltou à ação em 31 de dezembro e marcou 15 pontos contra o Los Angeles Clippers.
Em 7 de março de 2017, Oladipo voltou à equipe titular depois de perder seis jogos com espasmos nas costas e marcou 16 pontos em uma derrota por 126-121 para o Portland Trail Blazers.

### Indiana Pacers (2017–2021)

#### Temporada de 2017–18

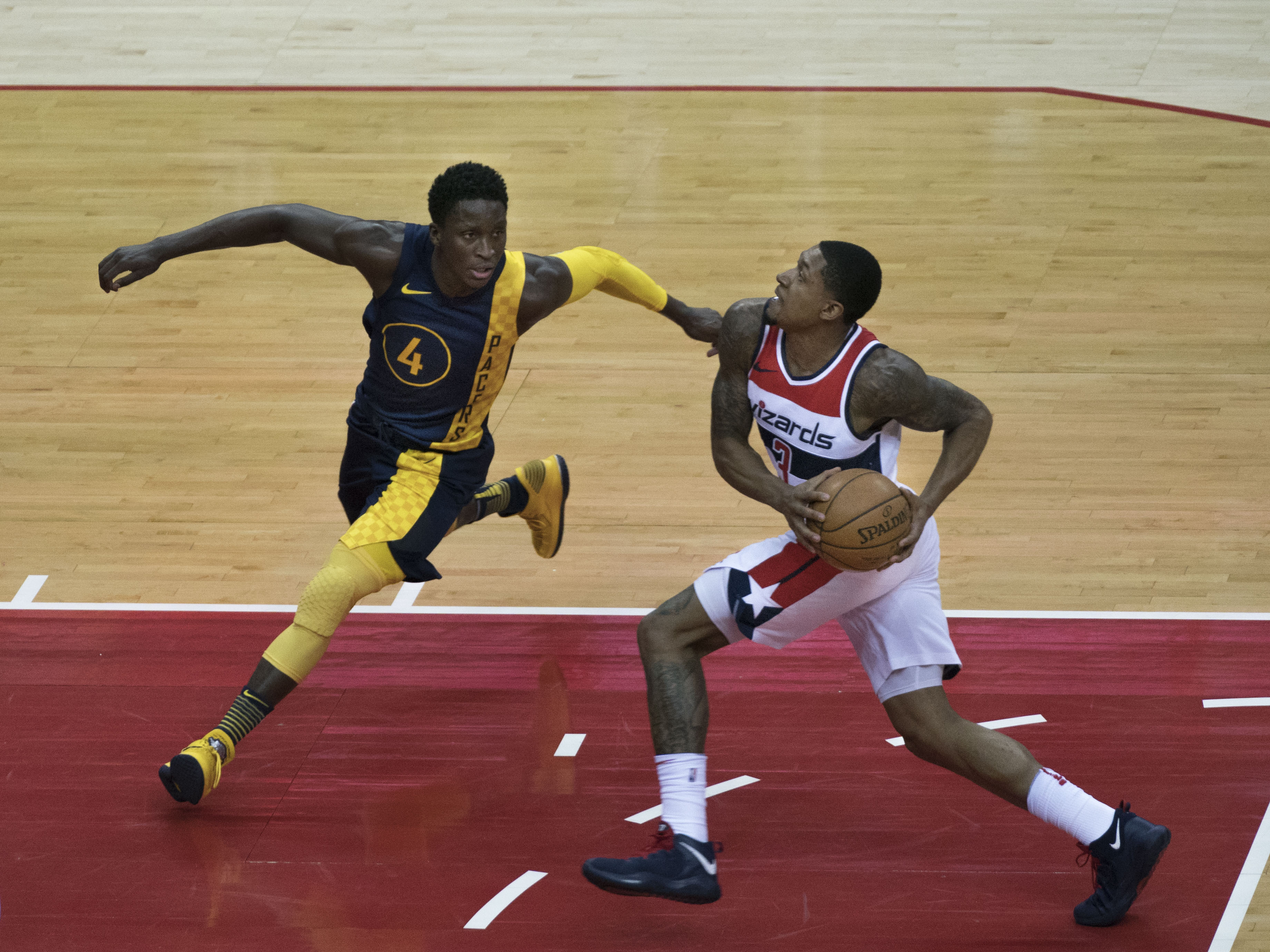
Oladipo em março de 2018

Em 6 de julho de 2017, Oladipo foi negociado, juntamente com Domantas Sabonis, para o Indiana Pacers em troca de Paul George.
Em sua estreia pelos Pacers na estreia da temporada, Oladipo registrou 22 pontos, cinco rebotes, quatro roubadas de bola e quatro assistências na vitória de 140-131 sobre o Brooklyn Nets. Em 25 de outubro, ele marcou 35 pontos em uma derrota por 114-96 para o seu ex-time, Oklahoma City Thunder.
Em 10 de dezembro, ele registrou 47 pontos, sete rebotes e seis assistências em uma vitória por 126-116 sobre o Denver Nuggets. Posteriormente, foi nomeado Jogador da Semana da Conferência Leste por jogos disputados de 4 a 10 de dezembro. Em 23 de janeiro de 2018, ele foi nomeado para o All-Star Game como reserva da Conferência Leste.
Em 23 de março, em uma vitória de 109-104 sobre o Los Angeles Clippers, Oladipo estendeu sua série de jogos com pelo menos um roubo para 56, passando Chris Paul e Gary Payton pela sexta maior sequencia na história da NBA.
No Jogo 1 da série de primeira rodada contra o Cleveland Cavaliers, Oladipo marcou 32 pontos em uma vitória de 98-80. Ele se tornou o quarto jogador na história dos Pacers com pelo menos 30 pontos e seis cestas de 3 pontos em um jogo da pós-temporada, juntando-se a Reggie Miller, Chuck Person e Paul George. No Jogo 6, Oladipo registrou seu primeiro triplo-duplo em playoffs com 28 pontos, 13 rebotes e 10 assistências em uma vitória de 121-87, ajudando os Pacers a forçar um jogo 7. A equipe perdeu o Jogo 7 apesar dos 30 pontos de Oladipo.
Em 25 de junho, Oladipo foi nomeado o Jogador que Mais Evoluiu na temporada de 2017-18. Ele jogou em 75 jogos e teve médias de 23,1 pontos (nono na NBA), 5,2 rebotes, 4,3 assistências e liderou a NBA em roubadas de bola com 2,4. Também em 2018, ele foi nomeado para a Primeira Equipe Defensiva da NBA.

#### Temporada de 2018–19
Em 17 de novembro, contra o Atlanta Hawks, Oladipo deixou o jogo no primeiro quarto com uma lesão no joelho direito. Ele perdeu 11 jogos com a lesão, retornando à ação em 12 de dezembro.
No dia 23 de janeiro contra o Toronto Raptors, ele sofreu um rompimento do tendão do quadril no joelho direito, o que o descartou pelo resto da temporada. Cinco dias depois, ele foi submetido a uma cirurgia bem-sucedida.
Apesar da temporada repleta de lesões, Oladipo foi selecionado como reserva da Conferência Leste no All-Star Game. Nessa temporada, ele jogou em apenas 36 jogos e teve médias de 18.8 pontos, 5.6 rebotes, 5.2 assistências e 1.7 roubadas de bola em 31.9 minutos.

#### Temporada de 2019–20
Em 12 de novembro de 2019, o Pacers anunciou que havia designado Oladipo para o Fort Wayne Mad Ants enquanto esperava seu joelho sarar; ele foi chamado de volta aos Pacers no mesmo dia, após um treino com os Mad Ants.
Em 29 de janeiro de 2020, ele fez seu retorno à NBA, 371 dias após sua lesão. Saindo do banco, ele marcou 9 pontos em 21 minutos em uma vitória sobre o Chicago Bulls. Após o jogo, um emocionado Oladipo dedicou o jogo a Kobe Bryant e as outras oito vidas perdidas em um acidente de helicóptero na Califórnia.
Oladipo inicialmente anunciou que ficaria de fora durante o reinício da temporada da NBA, mas acabou se comprometendo a jogar após a contínua reabilitação do tendão do quadríceps.

### Houston Rockets (2021)
Em 16 de janeiro de 2021, Oladipo foi negociado com o Houston Rockets como parte de um acordo de quatro equipes que enviou James Harden para o Brooklyn Nets. Dois dias depois, ele fez sua estreia e registrou 32 pontos e 9 assistências na derrota por 125-120 contra o Chicago Bulls.
Em fevereiro de 2021, Oladipo recusou uma extensão máxima de contrato de dois anos e US$ 45,2 milhões, que era o máximo que os Rockets podiam oferecer a ele. Ele jogou apenas 20 jogos pelos Rockets e teve médias de 21 pontos, 5 rebotes e 5 assistências.

### Miami Heat (2021–Presente)
Em 25 de março de 2021, Oladipo foi negociado com o Miami Heat em troca de Avery Bradley, Kelly Olynyk e uma escolha de draft em 2022.
Em 1º de abril, ele fez sua estreia na vitória por 116-109 sobre o Golden State Warriors e registrou 6 pontos, 3 rebotes e 5 assistências em 23 minutos. Em 13 de maio, Oladipo passou por uma cirurgia para reparar o tendão do quadríceps direito.
Em 7 de agosto de 2021, Oladipo renovou com o Heat em um contrato mínimo de um ano para veterano. Em 7 de março de 2022, ele voltou de lesão, registrando 11 pontos, quatro assistências e um rebote na vitória por 123-106 sobre o Houston Rockets. Na última rodada da temporada regular do Heat, Oladipo registrou 40 pontos, dez rebotes e sete assistências em uma derrota por 111-125 para o Orlando Magic.

## Estatísticas da carreira

### NBA

#### Temporada regular
| Ano      | Equipe        | PJ  | PT  | MPJ  | AP   | 3P   | LL   | RT  | AS  | BR   | TO  | PPJ  |
| -------- | ------------- | --- | --- | ---- | ---- | ---- | ---- | --- | --- | ---- | --- | ---- |
| 2013–14  | Orlando       | 80  | 44  | 31.1 | .419 | .327 | .780 | 4.1 | 4.1 | 1.6  | .5  | 13.8 |
| 2014–15  | Orlando       | 72  | 71  | 35.7 | .436 | .339 | .819 | 4.2 | 4.1 | 1.7  | .3  | 17.9 |
| 2015–16  | Orlando       | 72  | 52  | 33.0 | .438 | .348 | .830 | 4.8 | 3.9 | 1.6  | .8  | 16.0 |
| 2016–17  | Oklahoma City | 67  | 67  | 33.2 | .442 | .361 | .753 | 4.3 | 2.6 | 1.2  | .3  | 15.9 |
| 2017–18  | Indiana       | 75  | 75  | 34.0 | .477 | .371 | .799 | 5.2 | 4.3 | 2.4* | .8  | 23.1 |
| 2018–19  | Indiana       | 36  | 36  | 31.9 | .423 | .343 | .730 | 5.6 | 5.2 | 1.7  | .3  | 18.8 |
| 2019–20  | Indiana       | 19  | 16  | 27.8 | .394 | .317 | .814 | 3.9 | 2.9 | .9   | .2  | 14.5 |
| 2020–21  | Indiana       | 9   | 9   | 33.3 | .421 | .362 | .730 | 5.7 | 4.2 | 1.7  | .2  | 20.0 |
| 2020–21  | Houston       | 20  | 20  | 33.5 | .407 | .320 | .783 | 4.8 | 5.0 | 1.2  | .5  | 21.2 |
| 2021–22  | Miami         | 8   | 1   | 21.6 | .479 | .417 | .737 | 2.9 | 3.5 | .6   | .1  | 12.4 |
| Carreira | Carreira      | 458 | 391 | 31.5 | .433 | .350 | .777 | 4.5 | 3.9 | 1.4  | .4  | 17.3 |
| All-Star | All-Star      | 1   | 0   | 15.0 | .375 | .167 | .000 | 2.0 | 3.0 | 3.0  | 0.0 | 7.0  |

#### Playoffs
| Ano      | Equipe        | PJ | PT | MPJ  | AP   | 3P   | LL    | RT  | AS  | BR  | TO | PPJ  |
| -------- | ------------- | -- | -- | ---- | ---- | ---- | ----- | --- | --- | --- | -- | ---- |
| 2017     | Oklahoma City | 5  | 5  | 36.2 | .344 | .240 | 1.000 | 5.6 | 2.0 | 1.4 | .6 | 10.8 |
| 2018     | Indiana       | 7  | 7  | 37.3 | .417 | .404 | .732  | 8.3 | 6.0 | 2.4 | .4 | 22.7 |
| 2020     | Indiana       | 4  | 4  | 30.8 | .393 | .364 | .938  | 3.3 | 2.5 | 2.3 | .0 | 17.8 |
| 2022     | Miami         | 15 | 1  | 24.5 | .368 | .274 | .792  | 3.4 | 2.1 | 1.3 | .3 | 10.6 |
| Carreira | Carreira      | 31 | 17 | 32.2 | .380 | .320 | .865  | 5.1 | 3.1 | 1.8 | .3 | 15.4 |

### Universidade
| Ano      | Equipe   | PJ  | PT | MPJ  | AP   | 3P   | LL   | RT  | AS  | BR  | TO  | PPJ  |
| -------- | -------- | --- | -- | ---- | ---- | ---- | ---- | --- | --- | --- | --- | ---- |
| 2010–11  | Indiana  | 32  | 5  | 18.0 | .547 | .308 | .612 | 3.7 | .9  | 1.1 | .2  | 7.4  |
| 2011–12  | Indiana  | 36  | 34 | 26.7 | .471 | .208 | .750 | 5.3 | 2.0 | 1.4 | .6  | 10.8 |
| 2012–13  | Indiana  | 36  | 36 | 28.4 | .599 | .441 | .746 | 6.3 | 2.1 | 2.2 | .8  | 13.6 |
| Carreira | Carreira | 104 | 75 | 24.3 | .539 | .319 | .702 | 5.1 | 1.6 | 1.5 | 0.5 | 10.6 |

Fonte:

## Perfil do jogador
Oladipo é um ala-armador que também é capaz de jogar como armador. O técnico da Universidade de Indiana, Tom Crean, costumava atribuir o sucesso de Oladipo à sua ética de trabalho extrema e preparação pré-jogo. Ele é conhecido por entreter fãs com enterradas emocionantes. Como observou o locutor Clark Kellogg, "Victor Oladipo é como o bumbum de um bebê, liso e às vezes explosivo".
No ataque, Oladipo é capaz de dirigir de forma agressiva e rápida para a cesta, auxiliado por sua habilidade de pular. Após uma vitória de Indiana sobre Michigan, o técnico John Beilein comentou: "Já vi muitos jogadores. Não sei se vi um mais rápido ou mais atlético do que o Oladipo. É difícil ficar na frente dele."
Na defesa, ele foi descrito como um "defensor que pode defender várias posições". Ele tem a rapidez em proteger os armadores e a força e o atletismo em defender um ala se for pego em uma incompatibilidade.